# Kaple Andělů Strážných (Pustkovec)
Kaple Andělů Strážných, nazývaná nyní také Pravoslavná kaple sv. Andělů strážných v Ostravě-Pustkovci, je kaple v Puskovci, místní části města Ostrava v Moravskoslezském kraji. Nachází se nedaleko Úřadu městského obvodu Pustkovec.

## Historie a popis kaple
Původně římskokatolická kaple Andělů Strážných byla postavena jako jednolodní objekt na pozemku, který darovala obec roku 1882. Vysvěcena byla teprve až v roce 1926. Ke konci druhé světové války byla kaple poškozena a následně se opravila. Vnitřní prostory kaple vyzdobil malbami známý malíř Slezska Valentin Držkovic v roce 1949. Jeho malby se však, kvůli vlhkosti ve stěnách, nedochovaly. Nedochoval se ani původní oltař od neznámého autora.
Během normalizace v socialistickém Československu, i přes zájem věřících, nebyla tehdejším církevním tajemníkem povolena stavba nového kostela v Pustkovci. Kaple, vzhledem k počtu věřících, přestala vyhovovat, a tak po složitých jednáních s církevním tajemníkem bylo povoleno místním věřícím opravit a rozšířit kapli o přístavbu. Po dalším několikaletém složitém jednání došlo k vyjasnění majetkoprávních vztahů a teprve až v roce 1975 proběhla realizace přestavby kaple.
Pád Komunistické strany československa, během Sametové revoluce v roce 1989, umožnil konečně realizaci žádané stavby nového Kostela svatého Cyrila a Metoděje v Pustkovci postavého v letech 1997–1998. Nedaleko stojící kaple Andělů Strážných pak do jisté míry pozbyla své významnosti.
V roce 2003 došlo k dohodě a římskokatolická církev propůjčila kapli Andělů Strážných k bohoslužebným účelům Pravoslavné církvi. V roce 2007 byla kaple vybavena ikonostasem a ikonami malovanými na dřevě. Od roku 2016 je pak kaple ve vlastnictví pravoslavné církve.

## Galerie

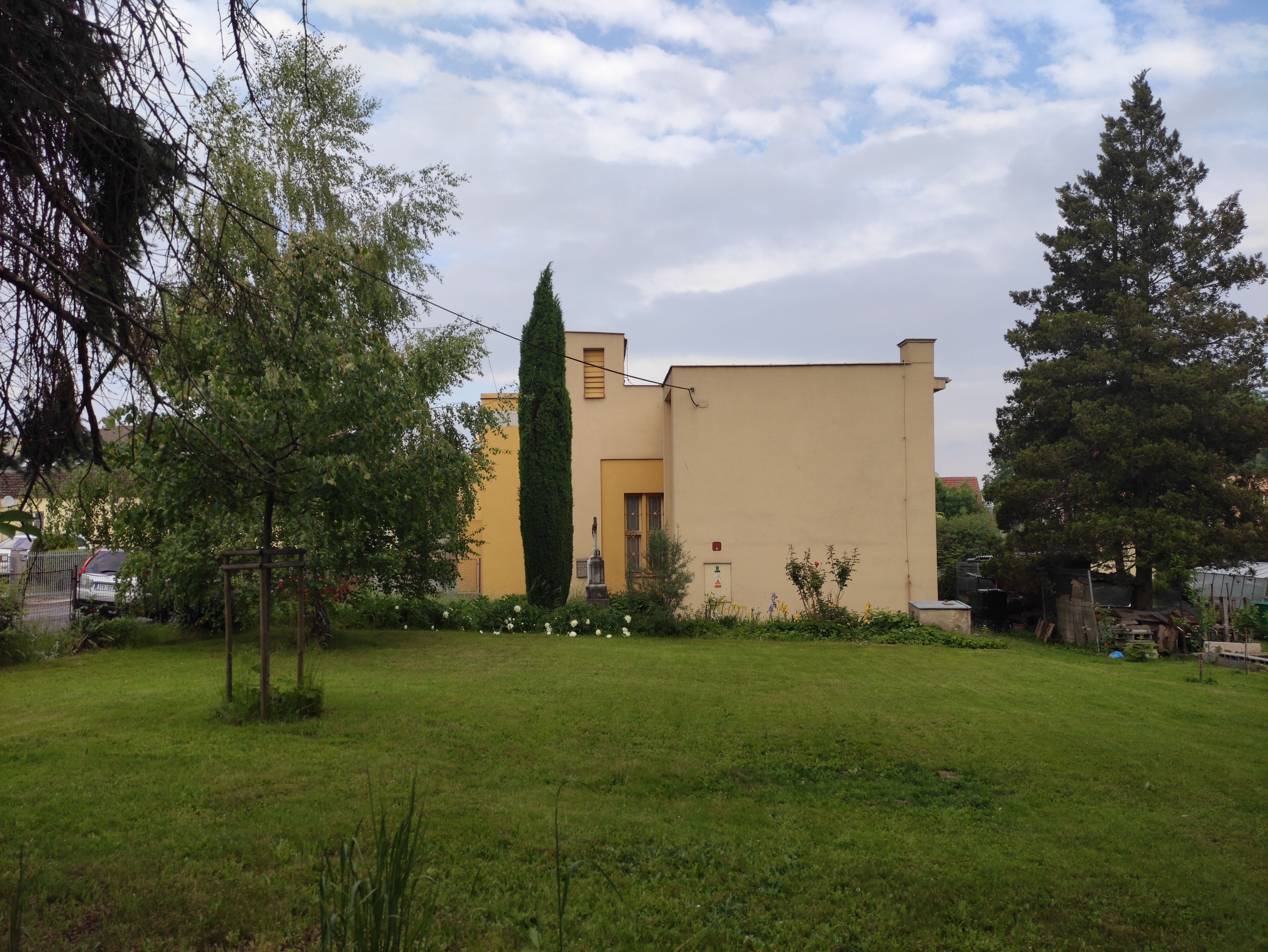
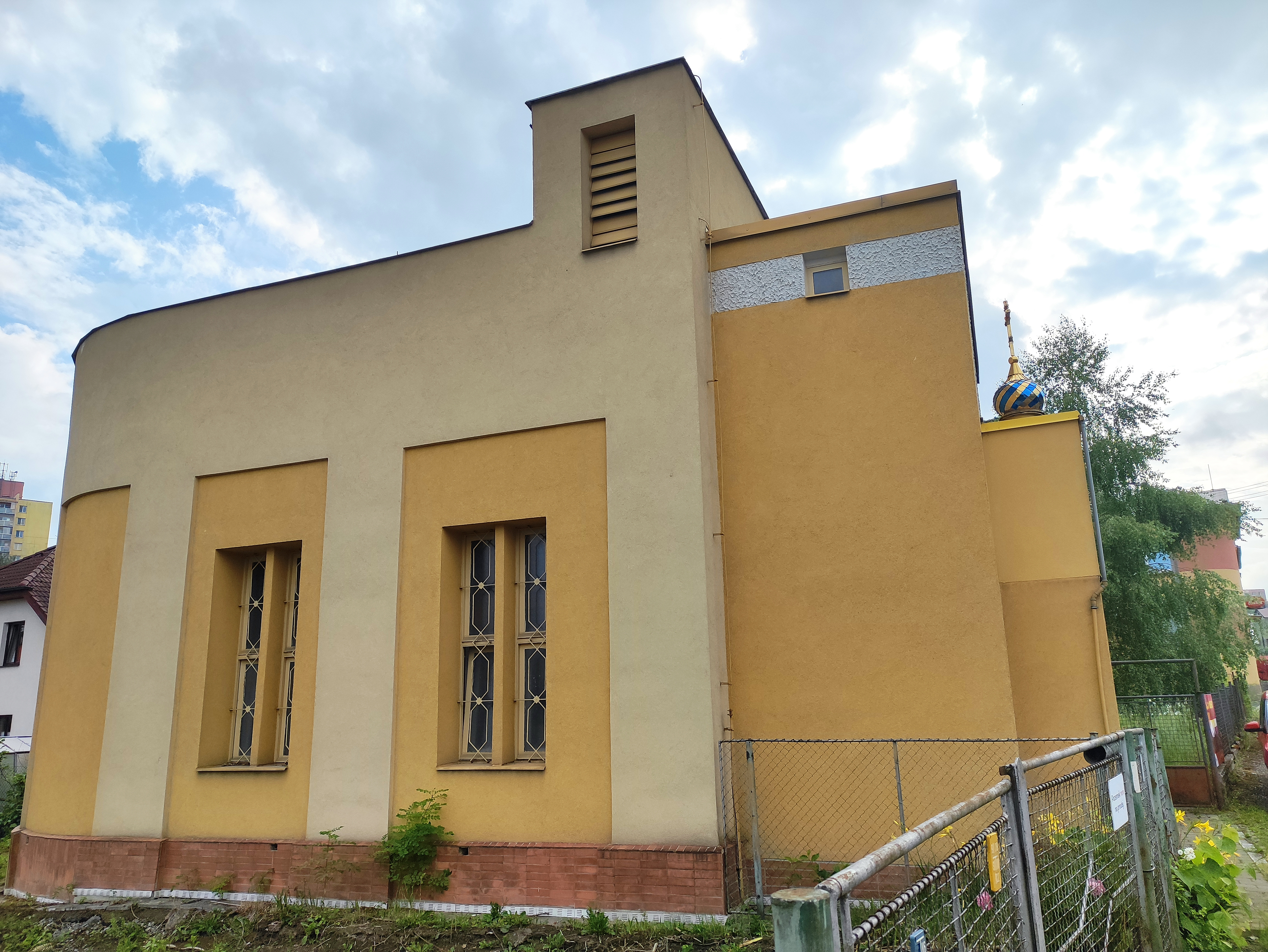
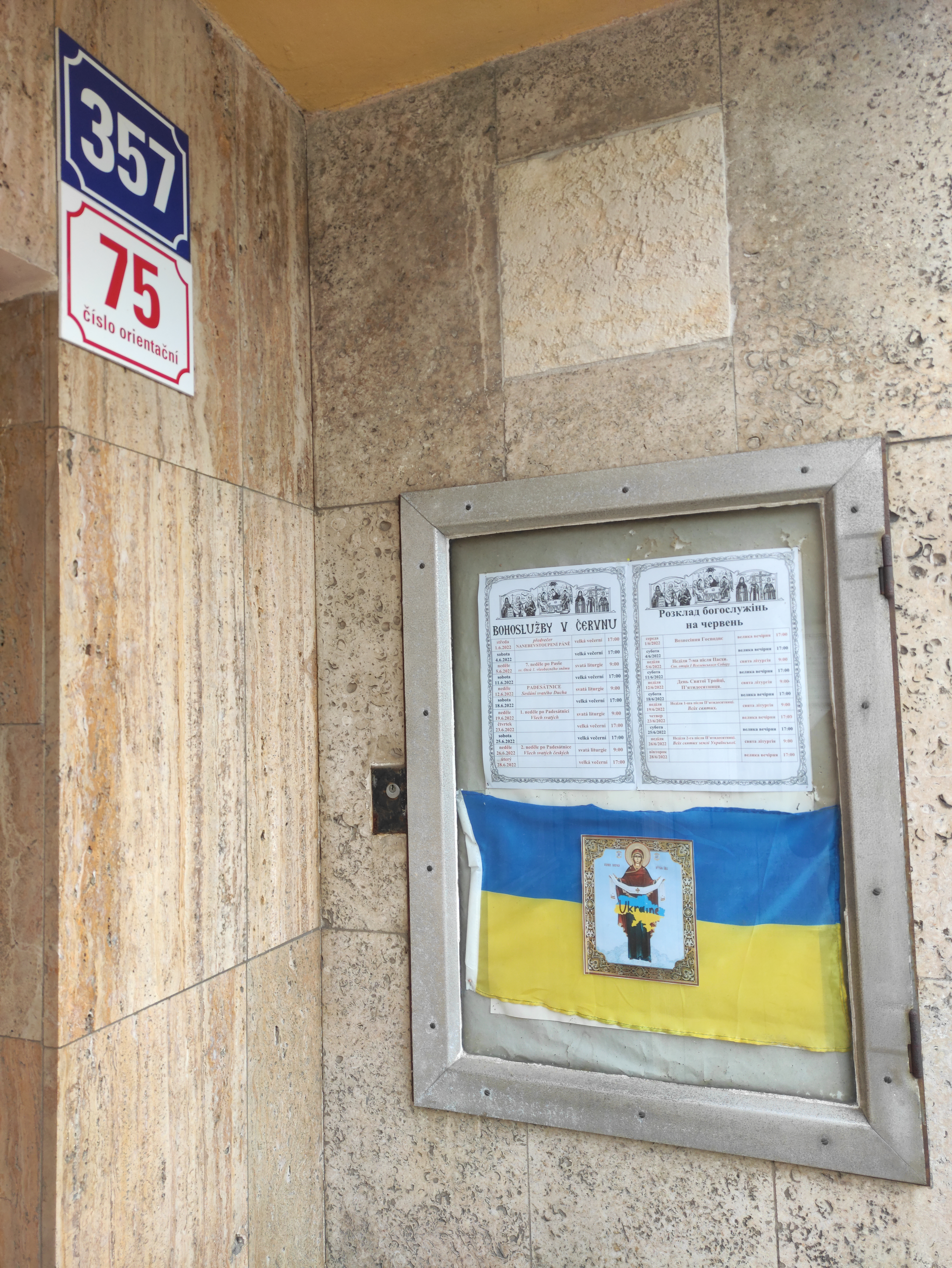
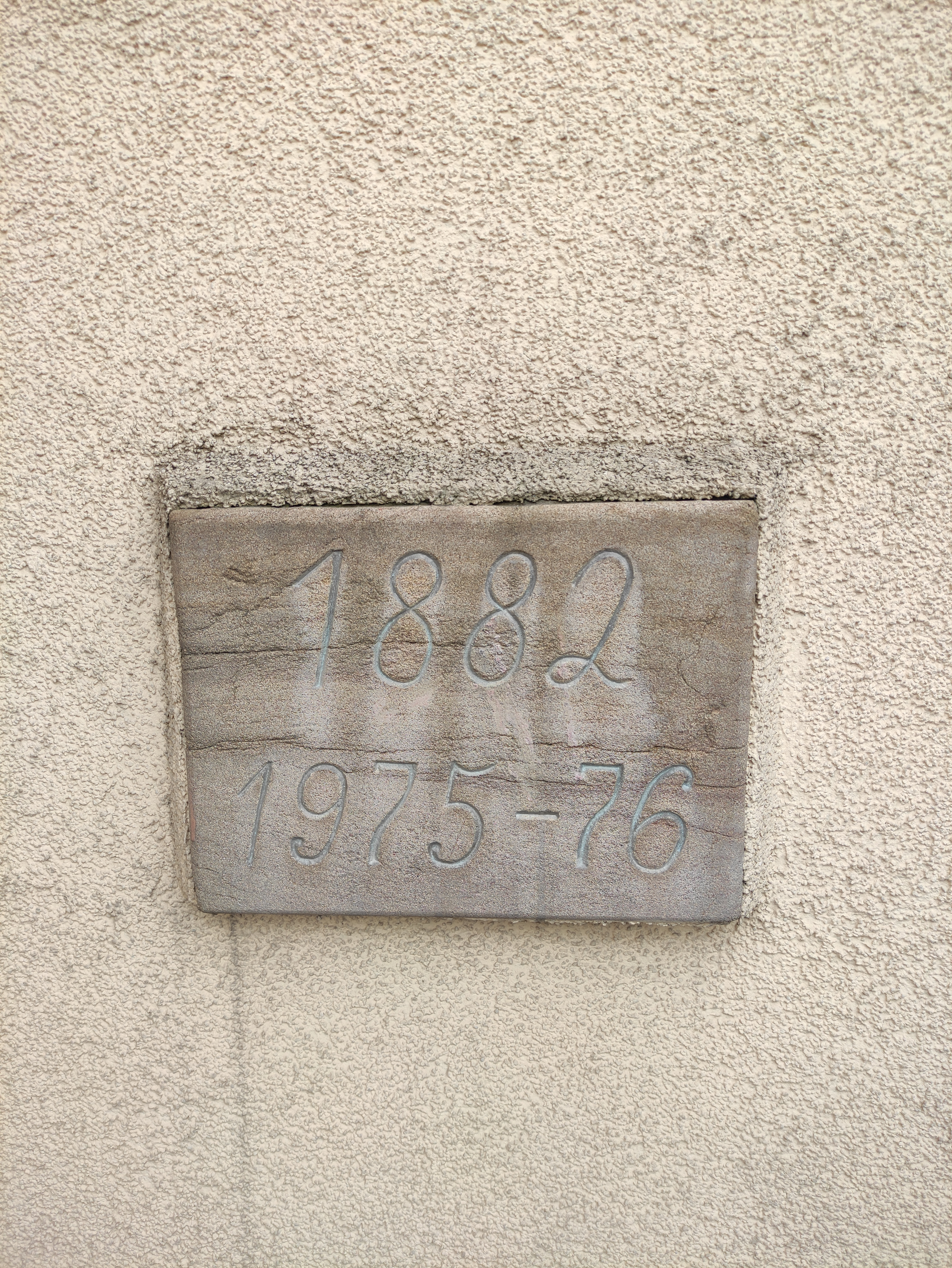

## Další informace
Zdejší pravoslavná církevní obec sdružuje především Čechy, ale také Ukrajince, Řeky či Bělorusy. Bohoslužby bývají převážně česky, ale také ve slovanských nářečích a řecky, a to každou neděli od 9:00.
V blízkosti se také nachází Lípa Petra Bezruče a bludný balvan v Pustkovci a Pomník obětem 2. světové války v Pustkovci také vytvořený z bludných balvanů.